# نينا أكدال
نينا أكدال (بالدنماركية: Nina Agdal)‏ هي عارضة أزياء دنماركية ولدت في 26 مارس 1992 في الدنمارك، أشتهرت بظهور صورها في المجلات الرياضية منها مجلة Sports Illustrated. كما ظهرت في إعلانات أخرى وعملت أيضاً مع فيكتوريا سيكريت وظهرت أيضاً في إعلان لشركة هارديز ولها علاقات معرفة مع كل من كيم كارداشيان و بادما لاكشمي و باريس هيلتون و كيت ابتون.

## وصلات خارجية
- نينا أكدال على موقع IMDb (الإنجليزية)
- نينا أكدال على موقع تيرنر كلاسيك موفيز (الإنجليزية)
- نينا أكدال على موقع قاعدة بيانات الفيلم (الإنجليزية)
- نينا أكدال على موقع دليل عارضات الأزياء (الإنجليزية)